# Milan Mačvan
Milan Mačvan (Vukovar, 16 de novembro de 1989) é um basquetebolista profissional sérvio, atualmente joga no FC Bayern München.